# Klapotetz

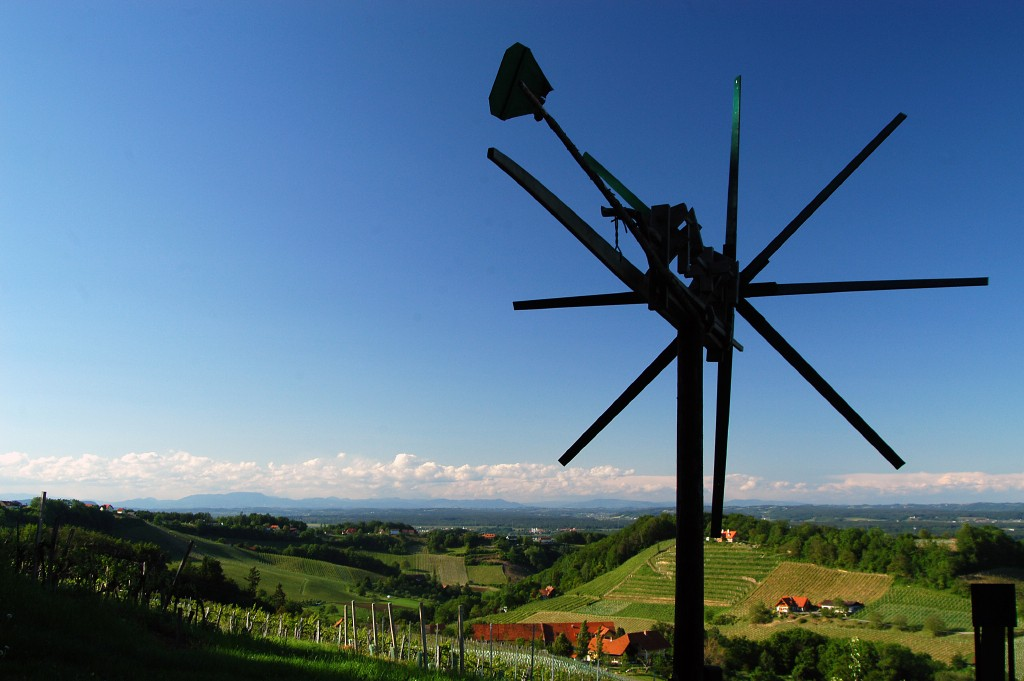
Klapotetz im Sausal

Ein Klapotetz (slowenisch klopotec) ist eine im südsteirischen Weinland verbreitete Vogelscheuche. Sie besteht aus einem Windrad mit Welle und Schlägeln, die durch ihr rhythmisches Geklapper die Vögel von den Weingärten zur Zeit der Traubenreife fernhalten sollen. 
Die Klapotetze stehen traditionell nicht das ganze Jahr über im Weinberg. Sie werden nach alter Überlieferung zu Jakobi, das heißt am 25. Juli, aufgestellt und zu Allerheiligen (1. November) oder Martini (11. November) wieder abgebaut. Es handelt sich in erster Linie um ein Brauchtum, die Wirksamkeit des Geklappers gegen Vögel ist begrenzt.

## Ursprung
Der Name stammt aus dem Slowenischen: klopótec, zu deutsch „Klapper“. Im Slowenischen und im Österreichischen Wörterbuch heißt es der Klapotetz, im südsteirischen Sprachgebrauch heißt es die Klapotetz, wohl abgeleitet aus „die Windmühl“.
Der Klapotetz wurde schon 1797 in einer Handschrift erwähnt. Aus dem Jahr 1832 gibt es eine Darstellung eines Klapotetzs neben einem Schloss bei Celje. Erzherzog Johann besaß 1836 auf seinem Weingut in Pickern einen Klapotetz.

## Konstruktion und Varianten

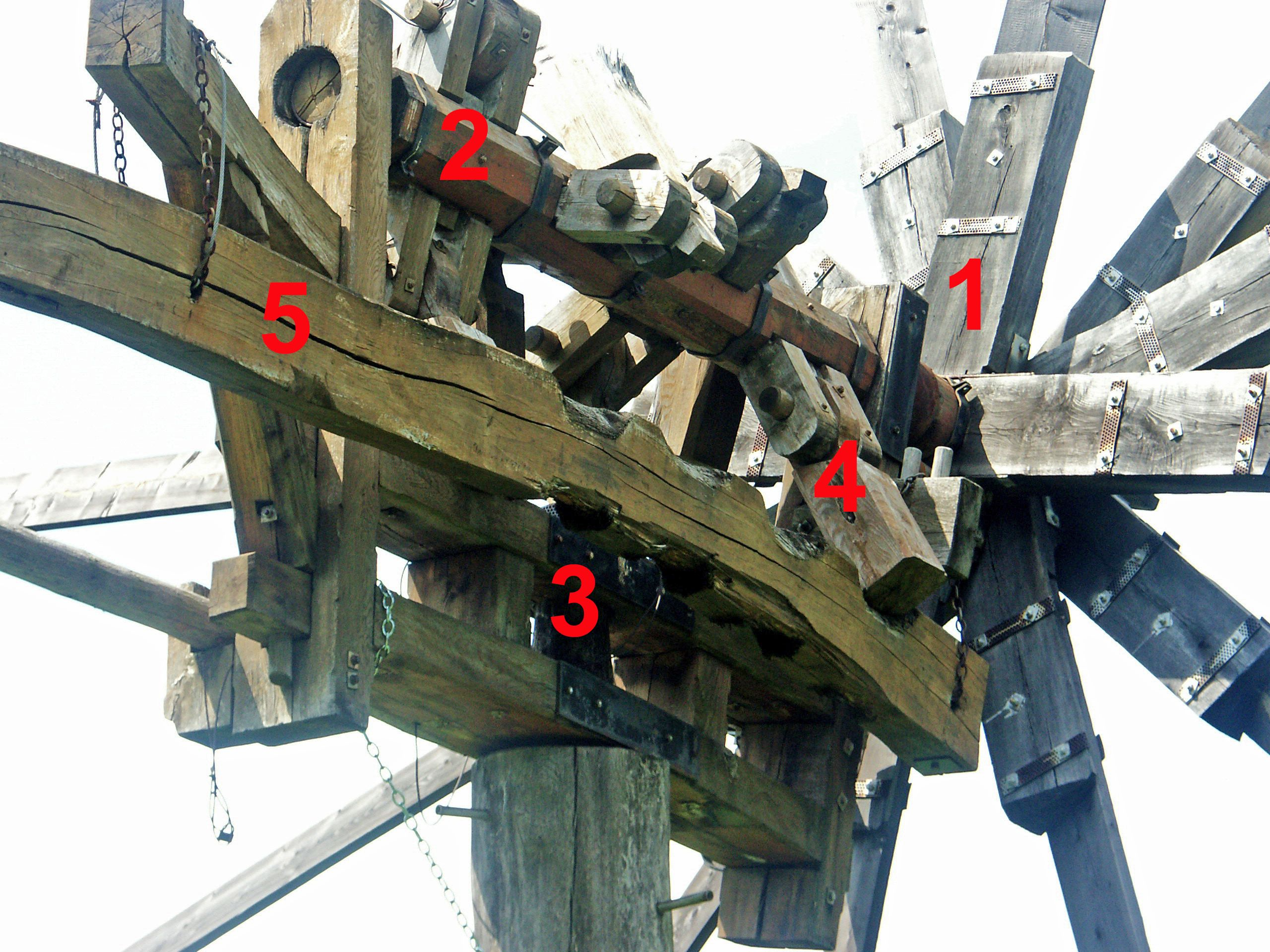
Mechanik des Klapotetz
(Erläuterung in der Vergrößerung)

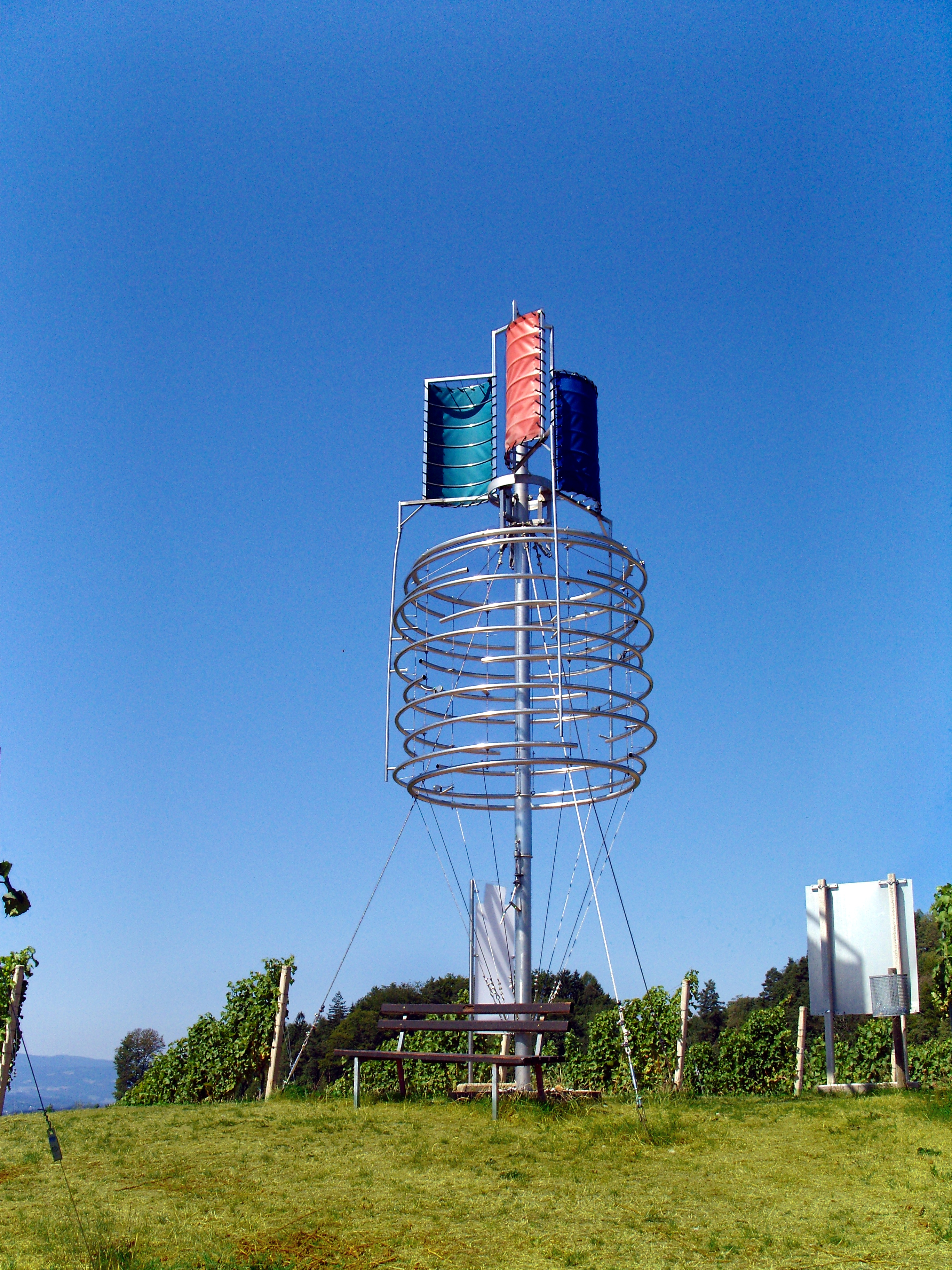
Moderner Klapotetz am Kollersimmerlkogel

In Österreich hat das Windrad meist acht, in Slowenien sechs Flügel. Der Durchmesser des Windrades beträgt meistens etwa einen Meter. Als Material zur Herstellung eines Klapotetz werden vier Holzarten benötigt: Fichtenholz (auch Tanne oder Lärche) für die Flügel, Buchenholz für die Klöppel, Esche oder Kastanie für den Block und Kirschbaumholz für das Schlagbrett. Am hinteren Ende des Klapotetz werden oft Birkenbuschen als Windfahne und Gegengewicht angebracht. Das Geklapper des Klapotetz ist charakteristisch für südsteirische und slowenische Weinberge.
Seit Ende Juli 1993 stand auf dem Demmerkogel ein 16 m hoher zwölfflügeliger Klapotetz mit einem Gewicht von etwa sechs Tonnen. Er stürzte während eines Sturmes Ende Oktober 2017 um und wurde bis Juli 2018  mit größeren Abmessungen neu gebaut: Das Gewicht beträgt nun sieben Tonnen, die Höhe 17 m und die Flügelspannweite 14,1 statt wie zuvor 13 Meter. Er ist voll funktionsfähig. Die Kosten betrugen rund 20.000 Euro.
2010 wurde in Schloßberg in der Steiermark ein Klapotetz von 19 Metern Höhe und 25 Tonnen Gewicht errichtet. Sein Betonfundament reichte 9 Meter in die Tiefe. Zu dieser Zeit soll er der größte Klapotetz der Welt gewesen sein. 2020 musste er nach einem teilweisen Einsturz abgebaut werden. Den Guinness-Rekord für den größten Klapotetz hält ein Exemplar in Hermanci, Miklavž pri Ormožu. Mit einem Durchmesser des Windrades von 20,58 m wurde er 2016 ins Guinness-Buch der Rekorde eingetragen.
Gelegentlich wird eine Imitation des Klapotetz auch als Orgelregister gebaut, wie 2002 bei der Orgel in der Stadtpfarrkirche zu Gleisdorf.
Ein moderner Klapotetz steht am Kollersimmerlkogel (Eichberg-Trautenburg). Er ist 7 m hoch und besteht aus Stahlrohren, die Einweihung war am 7. September 1997.